# الوندي (مهر أنرود)
الوندي (بالفارسية: الوندی) هي منطقة سكنية تقع في إيران في قسم مهر أنرود المرکزي الريفي. يقدر عدد سكانها بـ 72 نسمة .